# Maurice Euzennat
Maurice Euzennat, né à Mont-Saint-Aignan le 15 novembre 1926 et mort le 25 juillet 2004 à Aix-en-Provence, est un historien et archéologue français.

## Biographie
Après une agrégation d'histoire (1951) et une présence à l'école française de Rome entre 1951 et 1954, Maurice Euzennat effectue une partie de sa carrière au Maroc. De retour en 1963, il crée un service français d'archéologie sous-marine et met en service le navire Archéonaute. 
Directeur des publications du Service des Antiquités du Maroc (1955-1962) et du Bulletin d’Archéologie marocaine (1956-1962), il est maîtres de conférences à l'université Mohammed-V de Rabat (1960-1962) puis chargé d’enseignement à partir de 1963 à l'université de Provence.
Sous-directeur du Centre de Recherches sur l’Afrique méditerranéenne (1964-1969), directeur des Antiquités de Provence-Côte d’Azur-Corse (1965-1969) puis directeur de l’Institut d’Archéologie Méditerranéenne (1970-1077). Il est directeur de recherche au CNRS, membre puis vice-président du Comité des travaux historiques et scientifiques (Cths), membre de l'Institut archéologique allemand et membre de l'Académie d'Aix-Marseille.
Correspondant français de l’Académie des inscriptions et belles-lettres depuis 1965, il est élu le 10 novembre 1995 comme membre de l'Académie des inscriptions et belles-lettres, au fauteuil de Georges Vallet.
Maurice Euzennat a travaillé sur l'histoire et la civilisation de l'Antiquité romaine, en particulier sur l'Afrique romaine mais aussi la Gaule narbonnaise. Il a effectué des fouilles archéologiques notamment à Volubilis. En outre, il a procédé à l'étude du périple d'Hannon.

## Principales publications
Il est l'auteur de plusieurs travaux historiques et archéologiques dont :
- Les découvertes archéologiques de la Bourse de Marseille (avec François Salviat), Marseille, éd. Centre régional de documentation pédagogique, 1968
- Archéologie de l'Afrique antique [sous la dir.], Aix-en-Provence, éd. Institut d'archéologie méditerranéenne, 1979
- Archéologie de l'Afrique antique : Bibliographie [sous la dir.], Aix-en-Provence, éd. CNRS, 1981
- Inscriptions antiques du Maroc, 2 : les inscriptions latines, Paris, éd. CNRS, 1982
- Le limes de Tingitane. La frontière méridionale, Paris, éd. CNRS, 1989
- Monuments funéraires et institutions autochtones [sous la dir.], Paris, éd. Comité des travaux historiques et scientifiques, 1995
- Marseille antique : Découverte de la Bourse, Marseille, éd. Faculté des Lettres de Marseille, 2000
- Rougga I. Le forum et ses abords : fouilles 1971-1974 (avec Hédi Slim), Tunis, Oxford, Archaeopress Publishing, 2022.

## Distinctions

### Décorations
- Officier de la Légion d'honneur
- Chevalier de l'ordre des Palmes académiques

### Récompenses
- Grande médaille d’argent de l’Académie d'architecture.
- Prix de l'Académie d'Aix-Marseille.